# Аббатство Нотли
Абба́тство Нотли (англ. Notley Abbey) — августинское аббатство, находящееся в Тейм, Оксфордшир, Англия.

## История
Аббатство было основано в 1162 году монахами из ордена августинцев в деревне недалеко от Нотли. Парк, в котором стояло аббатство, был подарен садовнику графом Букингемским. На момент закрытия монастыря годовой доход рассчитывается как более £437: огромные деньги для того времени. В Аббатстве Нотли жили известные актёры сэр Лоренс Оливье и леди Вивьен Ли, которая снималась в фильме «Унесённые ветром[1].
Из воспоминаний Вивьен Ли:

«К весне 1946 года Вивьен выздоровела и стала приводить старинный замок „Нотли” в порядок. Когда они купили его, в нём не было даже водопровода. Вивьен создала в доме домашний уют и стала принимать гостей: театральную богему Лондона и близких друзей. Хозяйка блистала остроумием и добродушием, но могла высказаться и довольно резко. Она дружила с Холманом и часто виделась с дочерью. Гостил в доме и сын Оливье, который полюбил тётю Вивьен. Сам Оливье терпеть не мог ни вечеринок, ни шумных гостей, ни дорогие обеды. Он раздражался и срывал раздражение на ней. Но жизнелюбивой и общительной Вивьен это было необходимо, как воздух. Любовь потихоньку уходила, Оливье потихоньку отстранялся от неё, Вивьен потихоньку забывали.»

## В настоящее время
Аббатство хорошо сохранилось до настоящего времени. В нём сейчас никто не проживает, хотя оно регулярно сдаётся в аренду для проведения торжеств.

## Настоятели аббатства
В 1847 году Джордж Липскомб в своей «Истории древностей округа Букингемского» перечислил следующих настоятелей Аббатства Нотли:
- Осберт, основатель (англ. Osbert)
- 1189 Роберт (англ. Robert)
- 1203 и 1221 Эдвард (англ. Edward)
- 1234 Джон (англ. John)
- 1236 Генри де Сейнт-Фэйт (англ. Henry de Saint Faith)
- 1252 Джон Грендон, или де-Крендон (англ. John Grendon, or de Crendon)
- 1268 Джон де Глостер (англ. John de Gloucester)
- 1272 Генри, врач (англ. Henry, the Physician)
- 1298 Уильям де Шерингем, или Шерингтон (англ. William de Sheringham, or Sherington)
- 1309 Джон де Тэйм (англ. John de Thame)
- 1329,1339 и 1357 Ричард де Крендон (англ. Richard de Crendon)
- 1367 и 1376 Джон де Уинчендон (англ. John de Winchendon)
- 13?- Джон де Чердсл (англ. John de Cherdesle)
- 1390 и 1395 Николас Амкотс (англ. Nicholas Amcotes)
- 1397 Томас (англ. Thomas)
- 1400 Уильям (англ. William)
- 1447 Николас Реддинг (англ. Nicholas Redding)
- 1456 и 1479 Уильям Стонтон (англ. William Staunton)
- 1480 Петр Кавершам (англ. Peter Caversham)
- 1503 Ричард Петиртон (англ. Richard Petyrton)
- 1513 Джон Мерстон (англ. John Merston)
- 1528 Роберт Прайс (англ. Robert Price)
- Около 1529 Джон Мерстон, переизбран (англ. John Merston)
- 1532-3 Ричард Ридж (англ. Richard Ridge )